# Hoelling
Pour l’article homonyme, voir Hölling (Arnreit).
Hoelling, également orthographié Hœlling, est un écart de la commune de Bettviller, dans le département français de la Moselle. 

Jusqu'en 1811, année de sa fusion, Hoelling était une commune indépendante.

## Toponymie
- Hildingen (1280), Hylingen (1344), Hollingen (1594), Hœllingen (1681), Helling (1751), Hœling (1771), Helling (1779), Hellingen (carte de l'État-major)[1].
- En allemand : Höllingen. En francique lorrain : Hellinge.
- Le nom de famille Hoellinger désignait autrefois les habitants de ce lieu.

## Histoire
Dépendait de la mairie de Rimling du comté de Bitche et était annexe de la paroisse de Bettviller. Commune en 1790, puis rattaché à Bettviller par décret du 19 avril 1811.

## Lieux et monuments
La chapelle de Hoelling possède un calice en laiton doré et à coupe en argent, datant des années 1880. Apparenté par son style à la production des Weihinger, orfèvres à Deux-Ponts, il comporte un décor de grosses perles, très caractéristiques de cet atelier, sous les festons de la fausse-coupe. Le décor des feuilles d'eau réparti sur le dessus du pied, la partie supérieure du nœud et la base de la fausse-coupe apparaît comme une originalité.
À l'entrée nord de l'écart, une croix du XVIIIe siècle, au croisillon moderne, appartient à la série des croix à fût-stèle galbé en plan. Elle est ornée de quatre saints placés sous des arcatures, disposés en deux registres : au registre inférieur, saint Wendelin avec sa houlette et ses moutons et saint Jean Népomucène, agenouillés, au registre supérieur, la Sainte Vierge et saint Jean, debout. D'une sculpture plus soignée que l'ensemble des croix et des calvaires conservés, elle possède aussi un socle encadré à la face de deux ailerons ornés de fleurons, dont la fonction est seulement décorative.

## Démographie
| 1793 | 1800 | 1806 |
| ---- | ---- | ---- |
| 260  | 227  | 284  |

## Sources
- Les moulins et scieries du Pays de Bitche, Joël Beck, 1999.
- Rohrbach-lès-Bitche et son canton, Joël Beck, 1988.
- Le canton de Rohrbach-lès-Bitche, Joël Beck, 2004.
- Le Pays de Bitche 1900-1939, Joël Beck, 2005.